# Färmanstorp och Skavkulla brygga
Färmanstorp och Skavkulla brygga är en kommunöverskridande bebyggelse med sin västra del (kallad Tomtesunda/Skavkulla brygga) i  Ronneby kommun och en östra del (kallad Färmanstorp) i  Karlskrona kommun, Nättraby socken i Blekinge län. SCB avgränsade 2005 en småort här namnsatt till Färmanstorp (del av). Vid avgränsningen 2020 klassades bebyggelsen som tätort som gavs namnet Färmanstorp och Skavkulla brygga (efter att det preliminära namnet Tomtesunda förkastats). Av de 140 invånarna som fanns där 2005 bodde 26 i Ronneby kommun. 

## Befolkningsutveckling
| Befolkningsutvecklingen i Färmanstorp/Färmanstorp och Skavkulla brygga 2005–2020 | Befolkningsutvecklingen i Färmanstorp/Färmanstorp och Skavkulla brygga 2005–2020 | Befolkningsutvecklingen i Färmanstorp/Färmanstorp och Skavkulla brygga 2005–2020 | Befolkningsutvecklingen i Färmanstorp/Färmanstorp och Skavkulla brygga 2005–2020 | Befolkningsutvecklingen i Färmanstorp/Färmanstorp och Skavkulla brygga 2005–2020 |
| -------------------------------------------------------------------------------- | -------------------------------------------------------------------------------- | -------------------------------------------------------------------------------- | -------------------------------------------------------------------------------- | -------------------------------------------------------------------------------- |
|                                                                                  |                                                                                  |                                                                                  |                                                                                  |                                                                                  |
| År                                                                               |                                                                                  |                                                                                  | Folkmängd                                                                        | Areal (ha)                                                                       |
| 2005                                                                             | 2005                                                                             |                                                                                  | 140                                                                              | 39#                                                                              |
| 2010                                                                             | 2010                                                                             |                                                                                  | 153                                                                              | 41#                                                                              |
| 2015                                                                             | 2015                                                                             |                                                                                  | 166                                                                              | 60#                                                                              |
| 2020                                                                             | 2020                                                                             |                                                                                  | 212                                                                              | 64                                                                               |
| Anm.: # Som småort.                                                              |                                                                                  |                                                                                  |                                                                                  |                                                                                  |

## Fotnoter
1. 1 2  Statistiska tätorter 2023, befolkning, landareal, befolkningstäthet per tätort, SCB, 28 november 2024, läs online.[källa från Wikidata]
2. 1 2 3 4  Statistiska tätorter 2023, befolkning och landareal per tätort och kommun, SCB, 28 november 2024, läs online.[källa från Wikidata]
3. ↑  Småorternas landareal, folkmängd och invånare per km² 2005 och 2010, korrigerad 2012-10-15, SCB, 15 oktober 2012, läs online, läst: 9 juli 2016.[källa från Wikidata]
4. ↑  Kodnyckel för SCB:s statistiska tätorter och småorter - Koppling mellan gammalt och nytt kodsystem, SCB, 11 november 2021, läs online.[källa från Wikidata]
5. ↑  Avregistrerade och nyregistrerade statistiska småorter 2020, SCB, 31 mars 2022, läs online.[källa från Wikidata]
6. ↑  Avregistrerade och nyregistrerade statistiska tätorter 2020, SCB, 24 november 2021, läs online.[källa från Wikidata]
7. ↑  Småorter 2005 som delas av kommungräns[död länk]